# IA neurosimbòlica
La IA neurosimbòlica (IA d'intel·ligència artificial) integra arquitectures d'IA neuronals i simbòliques per abordar les fortaleses i debilitats complementàries de cadascuna, proporcionant una IA robusta capaç de raonar, aprendre i modelar cognitiu. Tal com argumenten Valiant i molts altres, la construcció efectiva de models cognitius computacionals rics exigeix la combinació d'un raonament simbòlic sòlid i models eficients d'aprenentatge automàtic. Gary Marcus, argumenta que: "No podem construir models cognitius rics d'una manera adequada i automatitzada sense el triumvirat de l'arquitectura híbrida, el coneixement previ ric i les tècniques sofisticades de raonament". A més, "Per construir un enfocament robust i basat en el coneixement de la IA, hem de tenir la maquinària de manipulació de símbols al nostre conjunt d'eines. Massa coneixement útil és abstracte per prescindir d'eines que representen i manipulen l'abstracció, i fins ara, l'única maquinària que coneixem que pot manipular aquest coneixement abstracte de manera fiable és l'aparell de manipulació de símbols."
Henry Kautz, Francesca Rossi, i Bart Selman també han defensat una síntesi. Els seus arguments es basen en la necessitat d'abordar els dos tipus de pensament discutits al llibre de Daniel Kahneman, Thinking Fast and Slow. Kahneman descriu que el pensament humà té dos components, el Sistema 1 i el Sistema 2. El sistema 1 és ràpid, automàtic, intuïtiu i inconscient. El sistema 2 és més lent, pas a pas i explícit. El sistema 1 s'utilitza per al reconeixement de patrons. El sistema 2 gestiona la planificació, la deducció i el pensament deliberatiu. Des d'aquesta visió, l'aprenentatge profund maneja millor el primer tipus de cognició mentre que el raonament simbòlic gestiona millor el segon tipus. Tots dos són necessaris per a una IA robusta i fiable que pugui aprendre, raonar i interactuar amb humans per acceptar consells i respondre preguntes. De fet, aquests models de doble procés amb referències explícites als dos sistemes contrastats han estat treballats des dels anys noranta, tant en IA com en Ciència Cognitiva, per una sèrie d'investigadors.
Els enfocaments per a la integració són variats. La taxonomia d'arquitectures neurosimboliques d'Henry Kautz, juntament amb alguns exemples, és la següent:
- Simbòlica Neural simbòlica : és l'enfocament actual de molts models neuronals en el processament del llenguatge natural, on les paraules o els testimonis de subparaules són tant l'entrada com la sortida definitiva dels grans models de llenguatge. Alguns exemples inclouen BERT, RoBERTa i GPT-3.
- Symbolic[Neural] : s'exemplifica amb AlphaGo, on s'utilitzen tècniques simbòliques per anomenar tècniques neuronals. En aquest cas, l'enfocament simbòlic és la cerca d'arbres de Montecarlo i les tècniques neuronals aprenen a avaluar les posicions del joc.
- Neural|Simbòlic : utilitza una arquitectura neuronal per interpretar les dades perceptives com a símbols i relacions que després es raonen simbòlicament. El Neural-Concept Learner n'és un exemple.
- Neural:Simbòlic → Neural : es basa en el raonament simbòlic per generar o etiquetar dades d'entrenament que posteriorment s'aprenen mitjançant un model d'aprenentatge profund, per exemple, per entrenar un model neuronal per a la computació simbòlica mitjançant un sistema de matemàtiques simbòliques semblant a Macsyma per crear o etiquetar exemples.
- Neural_{Simbòlic} : utilitza una xarxa neuronal que es genera a partir de regles simbòliques. Un exemple és el Neural Theorem Prover, que construeix una xarxa neuronal a partir d'un arbre de prova AND-OR generat a partir de regles i termes de la base de coneixement. Les xarxes de tensors lògics també entren en aquesta categoria.
- Neural[Simbòlic] : permet que un model neuronal cridi directament un motor de raonament simbòlic, per exemple, per dur a terme una acció o avaluar un estat.